# Бланшар, Ньютон Крейн
Нью́тон Крейн Бланша́р (англ. Newton Crain Blanchard; 29 января 1849, приход Рэпидс, Луизиана — 22 июня 1922, Шривпорт, Луизиана) — американский политик, сенатор США, член Палаты представителей США и 33-й губернатор Луизианы. Считается первым губернатором-прогрессивистом в истории Луизианы.

## Биография
Ньютон Крейн Бланшар родился в приходе Рапидс, штат Луизиана. Он учился в семинарии, в 1868 году изучал право в Александрии (Луизиана), а в 1870 году окончил Тулейнский университет с дипломом юриста. В 1871 году Бланшар был принят в коллегию адвокатов, и открыл частную практику в Шривпорте.
В 1876 году Бланшар стал председателем комитета Демократической партии прихода Каддо. В 1879 году он был делегатом на Конституционном конвенте Луизианы. С 1881 по 1894 год Бланшар был членом Палаты представителей США от Луизианы, где занимал пост председателя Комитета по рекам и гаваням. В 1894 году он был назначен, а позже избран на полный срок, в Сенат США, чтобы заполнить вакансию, образовавшуюся после отставки Эдварда Дугласа Уайта. В Сенате Бланшар был председателем Комитета по улучшению реки Миссисипи и её притоков. В 1896 году он не стал переизбираться на следующий срок. С 1897 по 1903 год Бланшар был членом Верховного суда Луизианы.
В 1904 году Бланшар победил на губернаторских выборах, и 10 мая 1904 года был приведён к присяге. Во время его пребывания на посту губернатора некоторые назначаемые должности стали выборными, были внедрены государственные образовательные программы, был создан Совет штата по лесному хозяйству, а также проведена школьная реформа штата, в результате которой количество школ в штате увеличилось вдвое. Кроме того, был сформирован Совет благотворительных организаций и исправительных учреждений, а также инициированы праймериз Демократической партии.
Когда его срок приблизился к концу, Бланшар принял участие в первой Конференции губернаторов в 1908 году, где был избран на пост главы Комитета по резолюциям. После завершения губернаторского срока, Бланшар остался на государственной службе. В 1913 году он занимал пост председателя Конституционного конвента Луизианы, а также был делегатом нескольких национальных съездов Демократической партии.
Бланшар был женат на Шарлотте Трейси, у них родился один ребёнок. Ньютон Крейн Бланшар скончался 22 июня 1922 года и был похоронен на кладбище Гринвуд в Шривпорте, штат Луизиана.